# Tour d'Espagne 2001
Le Tour d'Espagne 2001 s'est déroulé du 8 au 30 septembre. Il a été remporté par l'Espagnol Ángel Casero de la formation Festina, qui ne s'est emparé du maillot or que lors de l'ultime étape en réalisant un meilleur contre-la-montre qu'Óscar Sevilla, leader depuis deux semaines.

## Participation

### Equipes
| Groupes sportifs I (15)- US Postal Service - iBanesto.com - Coast-Buffalo - Cofidis-Le Crédit par Téléphone - Domo-Farm Frites-Latexco - Euskaltel-Euskadi - Festina - Kelme-Costa Blanca - Lampre-Daikin - Mapei-Quick Step - Mercatone Uno-Stream TV - ONCE-Eroski - Rabobank - Saeco - Deutsche Telekom Groupes sportifs II (6)- Alessio - Cantina Tollo-Acqua & Sapone - Jazztel-Costa de Almeria - Milaneza-MSS - Panaria-Fiordo - Colchon Relax-Fuenlabrada |
| |

## Étapes
| N°  | Date   | Villes étapes                     | km       | Vainqueur d'étape    | Leader du classement général |
| 1re | 8 sep  | Salamanque - Salamanque           | 12.3 CLM | David Millar         | David Millar                 |
| 2e  | 9 sep  | Salamanque - Valladolid           | 147      | Erik Zabel           | David Millar                 |
| 3e  | 10 sep | Valladolid - León                 | 140      | Erik Zabel           | David Millar                 |
| 4e  | 11 sep | León - Gijón                      | 175      | Erik Zabel           | Santiago Botero              |
| 5e  | 12 sep | Gijón - Lacs de Covadonga         | 161      | Juan Miguel Mercado  | Óscar Sevilla                |
| 6e  | 13 sep | Cangas de Onís - Torrelavega      | 181      | David Millar         | Óscar Sevilla                |
| 7e  | 14 sep | Torrelavega - Torrelavega         | 44.2 CLM | Santiago Botero      | Santiago Botero              |
| 8e  | 15 sep | Reinosa - Alto Cruz de la Demanda | 195      | José María Jiménez   | Joseba Beloki                |
| 9e  | 16 sep | Logroño - Saragosse               | 179      | Igor G. de Galdeano  | Joseba Beloki                |
| 10e | 18 sep | Sabadell - La Molina              | 168      | Santiago Blanco      | Joseba Beloki                |
| 11e | 19 sep | Alp - Andorre                     | 154      | José María Jiménez   | Óscar Sevilla                |
| 12e | 20 sep | Ordino - Arcalis                  | 17.1 CLM | José María Jiménez   | Óscar Sevilla                |
| 13e | 21 sep | Andorre - PortAventura            | 206      | Beat Zberg           | Óscar Sevilla                |
| 14e | 22 sep | Tarragone - Vinaròs               | 170.5    | Juan Manuel Gárate   | Óscar Sevilla                |
| 15e | 23 sep | Valence - Alto de Aitana          | 207      | Claus Michael Møller | Óscar Sevilla                |
| 16e | 25 sep | Alcoy - Murcie                    | 153      | Tomáš Konečný        | Óscar Sevilla                |
| 17e | 26 sep | Murcie - Albacete                 | 159.5    | Robert Hunter        | Óscar Sevilla                |
| 18e | 27 sep | Albacete - Cuenca                 | 154      | Filippo Simeoni      | Óscar Sevilla                |
| 19e | 28 sep | Cuenca - Guadalajara              | 168      | Guido Trenti         | Óscar Sevilla                |
| 20e | 29 sep | Guadalajara - Alto de Abantos     | 176      | Gilberto Simoni      | Óscar Sevilla                |
| 21e | 30 sep | Madrid - Madrid                   | 38 CLM   | Santiago Botero      | Ángel Casero                 |

## Classements

### Classement général
| \| Classement général \| Classement général \| Classement général \| Classement général \| Classement général \| \| Coureur \| Coureur \| Pays \| Équipe \| Temps \| \| ------------------ \| -------------------- \| ------------------ \| ------------------------------- \| ------------------ \| \| 1er \| Ángel Casero \| Espagne \| Festina \| 68 h 19 min 05 s \| \| 2e \| Óscar Sevilla \| Espagne \| Kelme-Costa Blanca \| + 47 s \| \| 3e \| Levi Leipheimer \| États-Unis \| US Postal Service \| DQ \| \| 4e \| Roberto Heras \| Espagne \| US Postal Service \| + 3 min 56 s \| \| 5e \| Juan Miguel Mercado \| Espagne \| iBanesto.com \| + 5 min 45 s \| \| 6e \| David Plaza \| Espagne \| Festina \| + 5 min 53 s \| \| 7e \| José Luis Rubiera \| Espagne \| US Postal Service \| + 6 min 57 s \| \| 8e \| Claus Michael Møller \| Danemark \| Milaneza-MSS \| + 7 min 13 s \| \| 9e \| Aitor Osa \| Espagne \| iBanesto.com \| + 8 min 32 s \| \| 10e \| Fernando Escartín \| Espagne \| Team Coast-Buffalo \| + 10 min 31 s \| \| 11e \| Iban Mayo \| Espagne \| Euskaltel-Euskadi \| + 12 min 58 s \| \| 12e \| Roberto Laiseka \| Espagne \| Euskaltel-Euskadi \| + 13 min 32 s \| \| 13e \| Íñigo Cuesta \| Espagne \| Cofidis-Le Crédit par Téléphone \| + 14 min 00 s \| \| 14e \| Luis Pérez Rodríguez \| Espagne \| Festina \| + 20 min 07 s \| \| 15e \| Félix García Casas \| Espagne \| Festina \| + 21 min 01 s \| \| 16e \| Tomáš Konečný \| Tchéquie \| Domo-Farm Frites-Latexco \| + 23 min 32 s \| \| 17e \| José María Jiménez \| Espagne \| iBanesto.com \| + 24 min 23 s \| \| 18e \| Santiago Botero \| Colombie \| Kelme-Costa Blanca \| + 25 min 01 s \| \| 19e \| Manuel Beltrán \| Espagne \| Mapei-Quick Step \| + 27 min 14 s \| \| 20e \| Franco Pellizotti \| Italie \| Alessio \| + 27 min 58 s \| \| 21e \| Santiago Blanco \| Espagne \| iBanesto.com \| + 28 min 56 s \| \| 22e \| Unai Osa \| Espagne \| iBanesto.com \| + 33 min 30 s \| \| 23e \| Roberto Conti \| Italie \| Cantina Tollo-Acqua & Sapone \| + 34 min 03 s \| \| 24e \| Richard Virenque \| France \| Domo-Farm Frites-Latexco \| + 38 min 45 s \| \| 25e \| Mikel Zarrabeitia \| Espagne \| ONCE-Eroski \| + 39 min 06 s \| |                      |            |                                 |                  |
| |                      |            |                                 |                  |
| Source : ProCyclingStats |                      |            |                                 |                  |
| Classement général |                      |            |                                 |                  |
| Coureur | Coureur              | Pays       | Équipe                          | Temps            |
| 1er | Ángel Casero         | Espagne    | Festina                         | 68 h 19 min 05 s |
| 2e | Óscar Sevilla        | Espagne    | Kelme-Costa Blanca              | + 47 s           |
| 3e | Levi Leipheimer      | États-Unis | US Postal Service               | DQ               |
| 4e | Roberto Heras        | Espagne    | US Postal Service               | + 3 min 56 s     |
| 5e | Juan Miguel Mercado  | Espagne    | iBanesto.com                    | + 5 min 45 s     |
| 6e | David Plaza          | Espagne    | Festina                         | + 5 min 53 s     |
| 7e | José Luis Rubiera    | Espagne    | US Postal Service               | + 6 min 57 s     |
| 8e | Claus Michael Møller | Danemark   | Milaneza-MSS                    | + 7 min 13 s     |
| 9e | Aitor Osa            | Espagne    | iBanesto.com                    | + 8 min 32 s     |
| 10e | Fernando Escartín    | Espagne    | Team Coast-Buffalo              | + 10 min 31 s    |
| 11e | Iban Mayo            | Espagne    | Euskaltel-Euskadi               | + 12 min 58 s    |
| 12e | Roberto Laiseka      | Espagne    | Euskaltel-Euskadi               | + 13 min 32 s    |
| 13e | Íñigo Cuesta         | Espagne    | Cofidis-Le Crédit par Téléphone | + 14 min 00 s    |
| 14e | Luis Pérez Rodríguez | Espagne    | Festina                         | + 20 min 07 s    |
| 15e | Félix García Casas   | Espagne    | Festina                         | + 21 min 01 s    |
| 16e | Tomáš Konečný        | Tchéquie   | Domo-Farm Frites-Latexco        | + 23 min 32 s    |
| 17e | José María Jiménez   | Espagne    | iBanesto.com                    | + 24 min 23 s    |
| 18e | Santiago Botero      | Colombie   | Kelme-Costa Blanca              | + 25 min 01 s    |
| 19e | Manuel Beltrán       | Espagne    | Mapei-Quick Step                | + 27 min 14 s    |
| 20e | Franco Pellizotti    | Italie     | Alessio                         | + 27 min 58 s    |
| 21e | Santiago Blanco      | Espagne    | iBanesto.com                    | + 28 min 56 s    |
| 22e | Unai Osa             | Espagne    | iBanesto.com                    | + 33 min 30 s    |
| 23e | Roberto Conti        | Italie     | Cantina Tollo-Acqua & Sapone    | + 34 min 03 s    |
| 24e | Richard Virenque     | France     | Domo-Farm Frites-Latexco        | + 38 min 45 s    |
| 25e | Mikel Zarrabeitia    | Espagne    | ONCE-Eroski                     | + 39 min 06 s    |

L'Américain Levi Leipheimer, troisième du classement général final, a été déclassé par l'UCI

### Classements annexes
| Classement par points | Classement par points | Classement par points | Classement par points           | Classement par points |
| Coureur               | Coureur               | Pays                  | Équipe                          | Points                |
| --------------------- | --------------------- | --------------------- | ------------------------------- | --------------------- |
| 1er                   | José María Jiménez    | Espagne               | iBanesto.com                    | 130 pts               |
| 2e                    | Erik Zabel            | Allemagne             | Deutsche Telekom                | 125 pts               |
| 3e                    | Levi Leipheimer       | États-Unis            | US Postal Service               | DQ                    |
| 4e                    | Santiago Botero       | Colombie              | Kelme-Costa Blanca              | 102 pts               |
| 5e                    | Óscar Sevilla         | Espagne               | Kelme-Costa Blanca              | 101 pts               |
| 6e                    | David Millar          | Royaume-Uni           | Cofidis-Le Crédit par Téléphone | 93 pts                |
| 7e                    | Claus Michael Møller  | Danemark              | Milaneza-MSS                    | 89 pts                |
| 8e                    | Ángel Casero          | Espagne               | Festina                         | 88 pts                |
| 9e                    | Juan Miguel Mercado   | Espagne               | iBanesto.com                    | 77 pts                |
| 10e                   | Sven Teutenberg       | Allemagne             | Festina                         | 70 pts                |

| Classement par points | Classement par points | Classement par points | Classement par points           | Classement par points |
| Coureur               | Coureur               | Pays                  | Équipe                          | Points                |
| --------------------- | --------------------- | --------------------- | ------------------------------- | --------------------- |
| 1er                   | José María Jiménez    | Espagne               | iBanesto.com                    | 130 pts               |
| 2e                    | Erik Zabel            | Allemagne             | Deutsche Telekom                | 125 pts               |
| 3e                    | Levi Leipheimer       | États-Unis            | US Postal Service               | DQ                    |
| 4e                    | Santiago Botero       | Colombie              | Kelme-Costa Blanca              | 102 pts               |
| 5e                    | Óscar Sevilla         | Espagne               | Kelme-Costa Blanca              | 101 pts               |
| 6e                    | David Millar          | Royaume-Uni           | Cofidis-Le Crédit par Téléphone | 93 pts                |
| 7e                    | Claus Michael Møller  | Danemark              | Milaneza-MSS                    | 89 pts                |
| 8e                    | Ángel Casero          | Espagne               | Festina                         | 88 pts                |
| 9e                    | Juan Miguel Mercado   | Espagne               | iBanesto.com                    | 77 pts                |
| 10e                   | Sven Teutenberg       | Allemagne             | Festina                         | 70 pts                |

| Classement de la montagne | Classement de la montagne | Classement de la montagne | Classement de la montagne       | Classement de la montagne |
| Coureur                   | Coureur                   | Pays                      | Équipe                          | Points                    |
| ------------------------- | ------------------------- | ------------------------- | ------------------------------- | ------------------------- |
| 1er                       | José María Jiménez        | Espagne                   | iBanesto.com                    | 162 pts                   |
| 2e                        | Claus Michael Møller      | Danemark                  | Milaneza-MSS                    | 110 pts                   |
| 3e                        | Juan Miguel Mercado       | Espagne                   | iBanesto.com                    | 88 pts                    |
| 4e                        | Óscar Sevilla             | Espagne                   | Kelme-Costa Blanca              | 82 pts                    |
| 5e                        | José Luis Rubiera         | Espagne                   | US Postal Service               | 55 pts                    |
| 6e                        | Gilberto Simoni           | Italie                    | Lampre-Daikin                   | 53 pts                    |
| 7e                        | Roberto Heras             | Espagne                   | US Postal Service               | 50 pts                    |
| 8e                        | Íñigo Cuesta              | Espagne                   | Cofidis-Le Crédit par Téléphone | 49 pts                    |
| 9e                        | Santiago Blanco           | Espagne                   | iBanesto.com                    | 48 pts                    |
| 10e                       | Félix Cárdenas            | Colombie                  | Kelme-Costa Blanca              | 42 pts                    |

| Classement de la montagne | Classement de la montagne | Classement de la montagne | Classement de la montagne       | Classement de la montagne |
| Coureur                   | Coureur                   | Pays                      | Équipe                          | Points                    |
| ------------------------- | ------------------------- | ------------------------- | ------------------------------- | ------------------------- |
| 1er                       | José María Jiménez        | Espagne                   | iBanesto.com                    | 162 pts                   |
| 2e                        | Claus Michael Møller      | Danemark                  | Milaneza-MSS                    | 110 pts                   |
| 3e                        | Juan Miguel Mercado       | Espagne                   | iBanesto.com                    | 88 pts                    |
| 4e                        | Óscar Sevilla             | Espagne                   | Kelme-Costa Blanca              | 82 pts                    |
| 5e                        | José Luis Rubiera         | Espagne                   | US Postal Service               | 55 pts                    |
| 6e                        | Gilberto Simoni           | Italie                    | Lampre-Daikin                   | 53 pts                    |
| 7e                        | Roberto Heras             | Espagne                   | US Postal Service               | 50 pts                    |
| 8e                        | Íñigo Cuesta              | Espagne                   | Cofidis-Le Crédit par Téléphone | 49 pts                    |
| 9e                        | Santiago Blanco           | Espagne                   | iBanesto.com                    | 48 pts                    |
| 10e                       | Félix Cárdenas            | Colombie                  | Kelme-Costa Blanca              | 42 pts                    |

| Classement par équipes | Classement par équipes          | Classement par équipes | Classement par équipes |
| Équipe                 | Équipe                          | Pays                   | Temps                  |
| ---------------------- | ------------------------------- | ---------------------- | ---------------------- |
| 1re                    | iBanesto.com                    | Espagne                | 212 h 05 min 24 s      |
| 2e                     | US Postal Service               | États-Unis             | + 23 min 47 s          |
| 3e                     | Festina                         | France                 | + 26 min 08 s          |
| 4e                     | Kelme-Costa Blanca              | Espagne                | + 1 h 01 min 11 s      |
| 5e                     | Euskaltel-Euskadi               | Espagne                | + 1 h 03 min 31 s      |
| 6e                     | Milaneza-MSS                    | Portugal               | + 1 h 36 min 55 s      |
| 7e                     | ONCE-Eroski                     | Espagne                | + 1 h 53 min 28 s      |
| 8e                     | Cofidis-Le Crédit par Téléphone | France                 | + 1 h 54 min 12 s      |
| 9e                     | Mapei-Quick Step                | Italie                 | + 2 h 08 min 36 s      |
| 10e                    | Domo-Farm Frites-Latexco        | Belgique               | + 2 h 24 min 36 s      |

| Classement par équipes | Classement par équipes          | Classement par équipes | Classement par équipes |
| Équipe                 | Équipe                          | Pays                   | Temps                  |
| ---------------------- | ------------------------------- | ---------------------- | ---------------------- |
| 1re                    | iBanesto.com                    | Espagne                | 212 h 05 min 24 s      |
| 2e                     | US Postal Service               | États-Unis             | + 23 min 47 s          |
| 3e                     | Festina                         | France                 | + 26 min 08 s          |
| 4e                     | Kelme-Costa Blanca              | Espagne                | + 1 h 01 min 11 s      |
| 5e                     | Euskaltel-Euskadi               | Espagne                | + 1 h 03 min 31 s      |
| 6e                     | Milaneza-MSS                    | Portugal               | + 1 h 36 min 55 s      |
| 7e                     | ONCE-Eroski                     | Espagne                | + 1 h 53 min 28 s      |
| 8e                     | Cofidis-Le Crédit par Téléphone | France                 | + 1 h 54 min 12 s      |
| 9e                     | Mapei-Quick Step                | Italie                 | + 2 h 08 min 36 s      |
| 10e                    | Domo-Farm Frites-Latexco        | Belgique               | + 2 h 24 min 36 s      |

| Classement des sprints | Classement des sprints | Classement des sprints | Classement des sprints       | Classement des sprints |
| Coureur                | Coureur                | Pays                   | Équipe                       | Points                 |
| ---------------------- | ---------------------- | ---------------------- | ---------------------------- | ---------------------- |
| 1er                    | César García           | Espagne                | Colchon Relax - Fuenlabrada  | 40 pts                 |
| 2e                     | Robert Hunter          | Afrique du Sud         | Lampre-Daikin                | 20 pts                 |
| 3e                     | Óscar Laguna           | Espagne                | Colchon Relax - Fuenlabrada  | 19 pts                 |
| 4e                     | Erik Zabel             | Allemagne              | Deutsche Telekom             | 16 pts                 |
| 5e                     | Pedro Díaz Lobato      | Espagne                | Jazztel-Costa de Almeria     | 14 pts                 |
| 6e                     | José Manuel Vázquez    | Espagne                | Colchon Relax - Fuenlabrada  | 12 pts                 |
| 7e                     | Germán Nieto           | Espagne                | Colchon Relax - Fuenlabrada  | 12 pts                 |
| 8e                     | Juan Manuel Gárate     | Espagne                | Lampre-Daikin                | 12 pts                 |
| 9e                     | Karsten Kroon          | Pays-Bas               | Rabobank                     | 11 pts                 |
| 10e                    | Guido Trenti           | Italie                 | Cantina Tollo-Acqua & Sapone | 11 pts                 |

| Classement des sprints | Classement des sprints | Classement des sprints | Classement des sprints       | Classement des sprints |
| Coureur                | Coureur                | Pays                   | Équipe                       | Points                 |
| ---------------------- | ---------------------- | ---------------------- | ---------------------------- | ---------------------- |
| 1er                    | César García           | Espagne                | Colchon Relax - Fuenlabrada  | 40 pts                 |
| 2e                     | Robert Hunter          | Afrique du Sud         | Lampre-Daikin                | 20 pts                 |
| 3e                     | Óscar Laguna           | Espagne                | Colchon Relax - Fuenlabrada  | 19 pts                 |
| 4e                     | Erik Zabel             | Allemagne              | Deutsche Telekom             | 16 pts                 |
| 5e                     | Pedro Díaz Lobato      | Espagne                | Jazztel-Costa de Almeria     | 14 pts                 |
| 6e                     | José Manuel Vázquez    | Espagne                | Colchon Relax - Fuenlabrada  | 12 pts                 |
| 7e                     | Germán Nieto           | Espagne                | Colchon Relax - Fuenlabrada  | 12 pts                 |
| 8e                     | Juan Manuel Gárate     | Espagne                | Lampre-Daikin                | 12 pts                 |
| 9e                     | Karsten Kroon          | Pays-Bas               | Rabobank                     | 11 pts                 |
| 10e                    | Guido Trenti           | Italie                 | Cantina Tollo-Acqua & Sapone | 11 pts                 |

### Évolution des classements
| Étape              | Vainqueur                 | Classement général | Classement par point | Classement de la montagne | Classement des sprints | Classement par équipes |
| ------------------ | ------------------------- | ------------------ | -------------------- | ------------------------- | ---------------------- | ---------------------- |
| 1                  | David Millar              | David Millar       | David Millar         | David Millar              | non-décerné            | Kelme-Costa Blanca     |
| 2                  | Erik Zabel                | David Millar       | David Millar         | David Millar              | José Manuel Vázquez    | Kelme-Costa Blanca     |
| 3                  | Erik Zabel                | David Millar       | Erik Zabel           | David Millar              | Enrico Degano          | Kelme-Costa Blanca     |
| 4                  | Erik Zabel                | Santiago Botero    | Erik Zabel           | Karsten Kroon             | César García           | Mapei–Quick-Step       |
| 5                  | Juan Miguel Mercado       | Óscar Sevilla      | Erik Zabel           | Juan Miguel Mercado       | César García           | iBanesto.com           |
| 6                  | David Millar              | Óscar Sevilla      | Erik Zabel           | Juan Miguel Mercado       | César García           | iBanesto.com           |
| 7                  | Santiago Botero           | Santiago Botero    | Erik Zabel           | Juan Miguel Mercado       | César García           | Kelme-Costa Blanca     |
| 8                  | José María Jiménez        | Joseba Beloki      | Erik Zabel           | Juan Miguel Mercado       | César García           | Festina                |
| 9                  | Igor González de Galdeano | Joseba Beloki      | Erik Zabel           | Juan Miguel Mercado       | César García           | Festina                |
| 10                 | Santiago Blanco           | Joseba Beloki      | Erik Zabel           | Juan Miguel Mercado       | César García           | iBanesto.com           |
| 11                 | José María Jiménez        | Óscar Sevilla      | Erik Zabel           | José María Jiménez        | César García           | iBanesto.com           |
| 12                 | José María Jiménez        | Óscar Sevilla      | José María Jiménez   | José María Jiménez        | César García           | iBanesto.com           |
| 13                 | Beat Zberg                | Óscar Sevilla      | José María Jiménez   | José María Jiménez        | César García           | iBanesto.com           |
| 14                 | Juan Manuel Gárate        | Óscar Sevilla      | José María Jiménez   | José María Jiménez        | César García           | iBanesto.com           |
| 15                 | Claus Michael Møller      | Óscar Sevilla      | José María Jiménez   | José María Jiménez        | César García           | iBanesto.com           |
| 16                 | Tomáš Konečný             | Óscar Sevilla      | José María Jiménez   | José María Jiménez        | César García           | iBanesto.com           |
| 17                 | Robert Hunter             | Óscar Sevilla      | José María Jiménez   | José María Jiménez        | César García           | iBanesto.com           |
| 18                 | Filippo Simeoni           | Óscar Sevilla      | Erik Zabel           | José María Jiménez        | César García           | iBanesto.com           |
| 19                 | Guido Trenti              | Óscar Sevilla      | Erik Zabel           | José María Jiménez        | César García           | iBanesto.com           |
| 20                 | Gilberto Simoni           | Óscar Sevilla      | José María Jiménez   | José María Jiménez        | César García           | iBanesto.com           |
| 21                 | Santiago Botero           | Ángel Casero       | José María Jiménez   | José María Jiménez        | César García           | iBanesto.com           |
| Classements finals | Classements finals        | Ángel Casero       | José María Jiménez   | José María Jiménez        | César García           | iBanesto.com           |

## Liste des partants
| US Postal Service USP | US Postal Service USP   | US Postal Service USP |
| --------------------- | ----------------------- | --------------------- |
| Num                   | Coureur                 | Pos                   |
| 1                     | Roberto Heras (ESP)     | 4e                    |
| 2                     | José Luis Rubiera (ESP) | 7e                    |
| 3                     | Antonio Cruz (USA)      | 103e                  |
| 4                     | Julian Dean (NZL)       | AB-20                 |
| 5                     | Benoît Joachim (LUX)    | 88e                   |
| 6                     | Levi Leipheimer (USA)   | 3e                    |
| 7                     | Chann McRae (USA)       | 96e                   |
| 8                     | Víctor Hugo Peña (COL)  | 91e                   |
| 9                     | Matthew White (AUS)     | AB-15                 |

| Alessio ALS | Alessio ALS              | Alessio ALS |
| ----------- | ------------------------ | ----------- |
| Num         | Coureur                  | Pos         |
| 11          | Ivan Gotti (ITA)         | NP-10       |
| 12          | Stefano Casagranda (ITA) | 133e        |
| 13          | Davide Casarotto (ITA)   | AB-10       |
| 14          | Martin Hvastija (SLO)    | AB-10       |
| 15          | Endrio Leoni (ITA)       | AB-5        |
| 16          | Franco Pellizotti (ITA)  | 20e         |
| 17          | Alexandr Shefer (KAZ)    | 62e         |
| 18          | Alberto Vinale (ITA)     | 127e        |
| 19          | Ruslan Ivanov (MDA)      | AB-9        |

| iBanesto.com BAN | iBanesto.com BAN                 | iBanesto.com BAN |
| ---------------- | -------------------------------- | ---------------- |
| Num              | Coureur                          | Pos              |
| 21               | Unai Osa (ESP)                   | 22e              |
| 22               | Jon Odriozola (ESP)              | 83e              |
| 23               | Dariusz Baranowski (POL)         | 34e              |
| 24               | Santiago Blanco (ESP)            | 21e              |
| 25               | Juan Carlos Domínguez (ESP)      | 121e             |
| 26               | José Vicente García Acosta (ESP) | 111e             |
| 27               | José María Jiménez (ESP)         | 17e              |
| 28               | Aitor Osa (ESP)                  | 9e               |
| 29               | Juan Miguel Mercado (ESP)        | 5e               |

| Team Coast-Buffalo COA | Team Coast-Buffalo COA  | Team Coast-Buffalo COA |
| ---------------------- | ----------------------- | ---------------------- |
| Num                    | Coureur                 | Pos                    |
| 31                     | Fernando Escartín (ESP) | 10e                    |
| 32                     | Alex Zülle (SUI)        | 109e                   |
| 33                     | Niki Aebersold (SUI)    | 90e                    |
| 34                     | Lars Michaelsen (DEN)   | AB-5                   |
| 35                     | Aitor Garmendia (ESP)   | AB-13                  |
| 36                     | Mauro Gianetti (SUI)    | AB-19                  |
| 37                     | Frank Høj (DEN)         | 128e                   |
| 38                     | Rolf Huser (SUI)        | 108e                   |
| 39                     | Raphael Schweda (GER)   | 131e                   |

| Cofidis-Le Crédit par Téléphone COF | Cofidis-Le Crédit par Téléphone COF | Cofidis-Le Crédit par Téléphone COF |
| ----------------------------------- | ----------------------------------- | ----------------------------------- |
| Num                                 | Coureur                             | Pos                                 |
| 41                                  | David Millar (GBR)                  | 41e                                 |
| 42                                  | Daniel Atienza (ESP)                | 48e                                 |
| 43                                  | Íñigo Cuesta (ESP)                  | 13e                                 |
| 44                                  | Peter Farazijn (BEL)                | 58e                                 |
| 45                                  | Dmitriy Fofonov (KAZ)               | 57e                                 |
| 46                                  | Massimiliano Lelli (ITA)            | 44e                                 |
| 47                                  | Claude Lamour (FRA)                 | 97e                                 |
| 48                                  | Janek Tombak (EST)                  | AB-16                               |
| 49                                  | Guido Trentin (ITA)                 | 74e                                 |

| Cantina Tollo-Acqua & Sapone CTA | Cantina Tollo-Acqua & Sapone CTA     | Cantina Tollo-Acqua & Sapone CTA |
| -------------------------------- | ------------------------------------ | -------------------------------- |
| Num                              | Coureur                              | Pos                              |
| 51                               | Danilo Di Luca (ITA)                 | AB-15                            |
| 52                               | Roberto Conti (ITA)                  | 23e                              |
| 53                               | Massimiliano Gentili (ITA)           | AB-17                            |
| 54                               | Massimo Giunti (ITA)                 | 60e                              |
| 55                               | Miguel Ángel Martín Perdiguero (ESP) | AB-10                            |
| 56                               | Kyrylo Pospyeyev (UKR)               | 82e                              |
| 57                               | Filippo Simeoni (ITA)                | 61e                              |
| 58                               | Andrea Tonti (ITA)                   | 136e                             |
| 59                               | Guido Trenti (ITA)                   | 81e                              |

| Domo-Farm Frites-Latexco DFF | Domo-Farm Frites-Latexco DFF | Domo-Farm Frites-Latexco DFF |
| ---------------------------- | ---------------------------- | ---------------------------- |
| Num                          | Coureur                      | Pos                          |
| 61                           | Richard Virenque (FRA)       | 24e                          |
| 62                           | Dave Bruylandts (BEL)        | 51e                          |
| 63                           | Wilfried Cretskens (BEL)     | 116e                         |
| 64                           | Leif Hoste (BEL)             | AB-11                        |
| 65                           | Steven Kleynen (BEL)         | 67e                          |
| 66                           | Tomáš Konečný (CZE)          | 16e                          |
| 67                           | Glenn Magnusson (SWE)        | AB-16                        |
| 68                           | Robbie McEwen (AUS)          | 139e                         |
| 69                           | Steve De Wolf (BEL)          | NP-10                        |

| Euskaltel-Euskadi EUS | Euskaltel-Euskadi EUS         | Euskaltel-Euskadi EUS |
| --------------------- | ----------------------------- | --------------------- |
| Num                   | Coureur                       | Pos                   |
| 71                    | David Etxebarria (ESP)        | 45e                   |
| 72                    | Bingen Fernández (ESP)        | 50e                   |
| 73                    | Igor Flores (ESP)             | 65e                   |
| 74                    | Gorka Gerrikagoitia (ESP)     | 101e                  |
| 75                    | Roberto Laiseka (ESP)         | 12e                   |
| 76                    | Alberto López de Munain (ESP) | 129e                  |
| 77                    | José Alberto Martínez (ESP)   | 28e                   |
| 78                    | Iban Mayo (ESP)               | 11e                   |
| 79                    | Haimar Zubeldia (ESP)         | 43e                   |

| Festina FES | Festina FES                | Festina FES |
| ----------- | -------------------------- | ----------- |
| Num         | Coureur                    | Pos         |
| 81          | Ángel Casero (ESP)         | 1er         |
| 82          | Félix García Casas (ESP)   | 15e         |
| 83          | Jaime Hernández (ESP)      | 89e         |
| 84          | Rafael Casero (ESP)        | 123e        |
| 85          | Luis Pérez Rodríguez (ESP) | 14e         |
| 86          | David Plaza (ESP)          | 6e          |
| 87          | José Luis Rebollo (ESP)    | 30e         |
| 88          | Sven Teutenberg (GER)      | 134e        |
| 89          | Juan Carlos Vicario (ESP)  | 33e         |

| Jazztel-Costa de Almeria JAZ | Jazztel-Costa de Almeria JAZ      | Jazztel-Costa de Almeria JAZ |
| ---------------------------- | --------------------------------- | ---------------------------- |
| Num                          | Coureur                           | Pos                          |
| 91                           | Eleuterio Anguita (ESP)           | 32e                          |
| 92                           | Ricardo Valdés (ESP)              | AB-9                         |
| 93                           | Pedro Díaz Lobato (ESP)           | 122e                         |
| 94                           | Carlos Ramon Golbano García (ESP) | 79e                          |
| 95                           | Juan Carlos Guillamón (ESP)       | 112e                         |
| 96                           | Aitor Kintana (ESP)               | AB-13                        |
| 97                           | José Antonio Pecharromán (ESP)    | 49e                          |
| 98                           | Serguei Smetanine (RUS)           | 114e                         |
| 99                           | Carlos Torrent (ESP)              | 117e                         |

| Kelme-Costa Blanca KEL | Kelme-Costa Blanca KEL       | Kelme-Costa Blanca KEL |
| ---------------------- | ---------------------------- | ---------------------- |
| Num                    | Coureur                      | Pos                    |
| 101                    | Óscar Sevilla (ESP)          | 2e                     |
| 102                    | Santiago Botero (COL)        | 18e                    |
| 103                    | Francisco Cabello (ESP)      | 75e                    |
| 104                    | Félix Cárdenas (COL)         | 95e                    |
| 105                    | José Javier Gómez (ESP)      | 26e                    |
| 106                    | José Enrique Gutiérrez (ESP) | AB-8                   |
| 107                    | Antonio Tauler (ESP)         | 55e                    |
| 108                    | Ángel Vicioso (ESP)          | 52e                    |
| 109                    | José Ángel Vidal (ESP)       | 115e                   |

| Lampre-Daikin LAM | Lampre-Daikin LAM        | Lampre-Daikin LAM |
| ----------------- | ------------------------ | ----------------- |
| Num               | Coureur                  | Pos               |
| 111               | Gilberto Simoni (ITA)    | 36e               |
| 112               | Marco Pinotti (ITA)      | 126e              |
| 113               | Simone Bertoletti (ITA)  | 132e              |
| 114               | Oscar Camenzind (SUI)    | AB-13             |
| 115               | Massimo Codol (ITA)      | 53e               |
| 116               | Juan Manuel Gárate (ESP) | 37e               |
| 117               | Robert Hunter (RSA)      | 118e              |
| 118               | Luciano Pagliarini (BRA) | AB-11             |
| 119               | Mariano Piccoli (ITA)    | 102e              |

| Mapei-Quick Step MAP | Mapei-Quick Step MAP | Mapei-Quick Step MAP |
| -------------------- | -------------------- | -------------------- |
| Num                  | Coureur              | Pos                  |
| 121                  | Óscar Freire (ESP)   | AB-15                |
| 122                  | Elio Aggiano (ITA)   | AB-11                |
| 123                  | Manuel Beltrán (ESP) | 19e                  |
| 124                  | David Cañada (ESP)   | AB-21                |
| 125                  | Dario Cioni (ITA)    | 35e                  |
| 126                  | Pedro Horrillo (ESP) | 76e                  |
| 127                  | Eddy Ratti (ITA)     | 110e                 |
| 128                  | Andrea Noè (ITA)     | NP-9                 |
| 129                  | Luca Paolini (ITA)   | 106e                 |

| Mercatone Uno-Stream TV ___ | Mercatone Uno-Stream TV ___ | Mercatone Uno-Stream TV ___ |
| --------------------------- | --------------------------- | --------------------------- |
| Num                         | Coureur                     | Pos                         |
| 131                         | Marco Pantani (ITA)         | AB-11                       |
| 132                         | Michael Andersson (SWE)     | AB-14                       |
| 133                         | Igor Astarloa (ESP)         | AB-10                       |
| 134                         | Ermanno Brignoli (ITA)      | AB-11                       |
| 135                         | Daniel Clavero (ESP)        | 46e                         |
| 136                         | Fabiano Fontanelli (ITA)    | AB-11                       |
| 137                         | Gianmario Ortenzi (ITA)     | 125e                        |
| 138                         | Daniele De Paoli (ITA)      | AB-18                       |
| 139                         | Cristian Moreni (ITA)       | 68e                         |

| Milaneza-MSS MIL | Milaneza-MSS MIL                    | Milaneza-MSS MIL |
| ---------------- | ----------------------------------- | ---------------- |
| Num              | Coureur                             | Pos              |
| 141              | Melchor Mauri (ESP)                 | 120e             |
| 142              | Ángel Edo (ESP)                     | 77e              |
| 143              | Carlos Carneiro (POR)               | 130e             |
| 144              | Victoriano Fernández Martínez (ESP) | 47e              |
| 145              | Fabian Jeker (SUI)                  | 71e              |
| 146              | Rui Lavarinhas (POR)                | 27e              |
| 147              | Claus Michael Møller (DEN)          | 8e               |
| 148              | João Pedro Silva (POR)              | 38e              |
| 149              | Renato Silva (POR)                  | AB-11            |

| ONCE-Eroski ONC | ONCE-Eroski ONC                 | ONCE-Eroski ONC |
| --------------- | ------------------------------- | --------------- |
| Num             | Coureur                         | Pos             |
| 151             | Abraham Olano (ESP)             | 64e             |
| 152             | Joseba Beloki (ESP)             | NP-14           |
| 153             | Rafael Díaz Justo (ESP)         | 54e             |
| 154             | Santos González (ESP)           | 66e             |
| 155             | Igor González de Galdeano (ESP) | AB-15           |
| 156             | Jörg Jaksche (GER)              | 73e             |
| 157             | Carlos Sastre (ESP)             | AB-19           |
| 158             | Marcos Serrano (ESP)            | NP-2            |
| 159             | Mikel Zarrabeitia (ESP)         | 25e             |

| Ceramica Panaria-Fiordo PAN | Ceramica Panaria-Fiordo PAN      | Ceramica Panaria-Fiordo PAN |
| --------------------------- | -------------------------------- | --------------------------- |
| Num                         | Coureur                          | Pos                         |
| 161                         | Giuliano Figueras (ITA)          | 29e                         |
| 162                         | Julio Alberto Pérez Cuapio (MEX) | 80e                         |
| 163                         | Enrico Degano (ITA)              | AB-7                        |
| 164                         | Vladimir Duma (UKR)              | 105e                        |
| 165                         | Antonio Varriale (ITA)           | AB-11                       |
| 166                         | Sergiy Matveyev (UKR)            | AB-9                        |
| 167                         | Nathan O'Neill (AUS)             | 104e                        |
| 168                         | Filippo Perfetto (ITA)           | AB-9                        |
| 169                         | Yauheni Seniushkin (BLR)         | AB-20                       |

| Rabobank RAB | Rabobank RAB            | Rabobank RAB |
| ------------ | ----------------------- | ------------ |
| Num          | Coureur                 | Pos          |
| 171          | Beat Zberg (SUI)        | 31e          |
| 172          | Markus Zberg (SUI)      | AB-3         |
| 173          | Jan Boven (NED)         | 98e          |
| 174          | Addy Engels (NED)       | 84e          |
| 175          | Karsten Kroon (NED)     | 107e         |
| 176          | Marc Lotz (NED)         | 100e         |
| 177          | Matthé Pronk (NED)      | 56e          |
| 178          | Thorwald Veneberg (NED) | 78e          |
| 179          | Geert Verheyen (BEL)    | 40e          |

| Colchon Relax - Fuenlabrada ___ | Colchon Relax - Fuenlabrada ___ | Colchon Relax - Fuenlabrada ___ |
| ------------------------------- | ------------------------------- | ------------------------------- |
| Num                             | Coureur                         | Pos                             |
| 181                             | Nacor Burgos (ESP)              | AB-11                           |
| 182                             | Jorge Capitán (ESP)             | 99e                             |
| 183                             | David Fernández Domingo (ESP)   | 124e                            |
| 184                             | Juan Antonio Flecha (ESP)       | 72e                             |
| 185                             | César García (ESP)              | 87e                             |
| 186                             | Martín Garrido (ARG)            | AB-15                           |
| 187                             | Óscar Laguna (ESP)              | 42e                             |
| 188                             | Germán Nieto (ESP)              | 138e                            |
| 189                             | José Manuel Vázquez (ESP)       | 69e                             |

| Saeco SAE | Saeco SAE                | Saeco SAE |
| --------- | ------------------------ | --------- |
| Num       | Coureur                  | Pos       |
| 191       | Paolo Savoldelli (ITA)   | AB-11     |
| 192       | Salvatore Commesso (ITA) | 135e      |
| 193       | Biagio Conte (ITA)       | AB-11     |
| 194       | Alessio Galletti (ITA)   | AB-11     |
| 195       | Jörg Ludewig (GER)       | 85e       |
| 196       | Torsten Nitsche (GER)    | 137e      |
| 197       | Pavel Padrnos (CZE)      | AB-8      |
| 198       | Dario Pieri (ITA)        | AB-10     |
| 199       | Igor Pugaci (MDA)        | 70e       |

| Deutsche Telekom TEL | Deutsche Telekom TEL      | Deutsche Telekom TEL |
| -------------------- | ------------------------- | -------------------- |
| Num                  | Coureur                   | Pos                  |
| 201                  | Erik Zabel (GER)          | 86e                  |
| 202                  | Rolf Aldag (GER)          | 59e                  |
| 203                  | Alberto Elli (ITA)        | 39e                  |
| 204                  | Danilo Hondo (GER)        | 93e                  |
| 205                  | Kai Hundertmarck (GER)    | 94e                  |
| 206                  | Andreas Klier (GER)       | 119e                 |
| 207                  | Jan Schaffrath (GER)      | 113e                 |
| 208                  | Stephan Schreck (GER)     | 92e                  |
| 209                  | Roberto Sgambelluri (ITA) | 63e                  |

| US Postal Service USP | US Postal Service USP   | US Postal Service USP |
| --------------------- | ----------------------- | --------------------- |
| Num                   | Coureur                 | Pos                   |
| 1                     | Roberto Heras (ESP)     | 4e                    |
| 2                     | José Luis Rubiera (ESP) | 7e                    |
| 3                     | Antonio Cruz (USA)      | 103e                  |
| 4                     | Julian Dean (NZL)       | AB-20                 |
| 5                     | Benoît Joachim (LUX)    | 88e                   |
| 6                     | Levi Leipheimer (USA)   | 3e                    |
| 7                     | Chann McRae (USA)       | 96e                   |
| 8                     | Víctor Hugo Peña (COL)  | 91e                   |
| 9                     | Matthew White (AUS)     | AB-15                 |

| Alessio ALS | Alessio ALS              | Alessio ALS |
| ----------- | ------------------------ | ----------- |
| Num         | Coureur                  | Pos         |
| 11          | Ivan Gotti (ITA)         | NP-10       |
| 12          | Stefano Casagranda (ITA) | 133e        |
| 13          | Davide Casarotto (ITA)   | AB-10       |
| 14          | Martin Hvastija (SLO)    | AB-10       |
| 15          | Endrio Leoni (ITA)       | AB-5        |
| 16          | Franco Pellizotti (ITA)  | 20e         |
| 17          | Alexandr Shefer (KAZ)    | 62e         |
| 18          | Alberto Vinale (ITA)     | 127e        |
| 19          | Ruslan Ivanov (MDA)      | AB-9        |

| iBanesto.com BAN | iBanesto.com BAN                 | iBanesto.com BAN |
| ---------------- | -------------------------------- | ---------------- |
| Num              | Coureur                          | Pos              |
| 21               | Unai Osa (ESP)                   | 22e              |
| 22               | Jon Odriozola (ESP)              | 83e              |
| 23               | Dariusz Baranowski (POL)         | 34e              |
| 24               | Santiago Blanco (ESP)            | 21e              |
| 25               | Juan Carlos Domínguez (ESP)      | 121e             |
| 26               | José Vicente García Acosta (ESP) | 111e             |
| 27               | José María Jiménez (ESP)         | 17e              |
| 28               | Aitor Osa (ESP)                  | 9e               |
| 29               | Juan Miguel Mercado (ESP)        | 5e               |

| Team Coast-Buffalo COA | Team Coast-Buffalo COA  | Team Coast-Buffalo COA |
| ---------------------- | ----------------------- | ---------------------- |
| Num                    | Coureur                 | Pos                    |
| 31                     | Fernando Escartín (ESP) | 10e                    |
| 32                     | Alex Zülle (SUI)        | 109e                   |
| 33                     | Niki Aebersold (SUI)    | 90e                    |
| 34                     | Lars Michaelsen (DEN)   | AB-5                   |
| 35                     | Aitor Garmendia (ESP)   | AB-13                  |
| 36                     | Mauro Gianetti (SUI)    | AB-19                  |
| 37                     | Frank Høj (DEN)         | 128e                   |
| 38                     | Rolf Huser (SUI)        | 108e                   |
| 39                     | Raphael Schweda (GER)   | 131e                   |

| Cofidis-Le Crédit par Téléphone COF | Cofidis-Le Crédit par Téléphone COF | Cofidis-Le Crédit par Téléphone COF |
| ----------------------------------- | ----------------------------------- | ----------------------------------- |
| Num                                 | Coureur                             | Pos                                 |
| 41                                  | David Millar (GBR)                  | 41e                                 |
| 42                                  | Daniel Atienza (ESP)                | 48e                                 |
| 43                                  | Íñigo Cuesta (ESP)                  | 13e                                 |
| 44                                  | Peter Farazijn (BEL)                | 58e                                 |
| 45                                  | Dmitriy Fofonov (KAZ)               | 57e                                 |
| 46                                  | Massimiliano Lelli (ITA)            | 44e                                 |
| 47                                  | Claude Lamour (FRA)                 | 97e                                 |
| 48                                  | Janek Tombak (EST)                  | AB-16                               |
| 49                                  | Guido Trentin (ITA)                 | 74e                                 |

| Cantina Tollo-Acqua & Sapone CTA | Cantina Tollo-Acqua & Sapone CTA     | Cantina Tollo-Acqua & Sapone CTA |
| -------------------------------- | ------------------------------------ | -------------------------------- |
| Num                              | Coureur                              | Pos                              |
| 51                               | Danilo Di Luca (ITA)                 | AB-15                            |
| 52                               | Roberto Conti (ITA)                  | 23e                              |
| 53                               | Massimiliano Gentili (ITA)           | AB-17                            |
| 54                               | Massimo Giunti (ITA)                 | 60e                              |
| 55                               | Miguel Ángel Martín Perdiguero (ESP) | AB-10                            |
| 56                               | Kyrylo Pospyeyev (UKR)               | 82e                              |
| 57                               | Filippo Simeoni (ITA)                | 61e                              |
| 58                               | Andrea Tonti (ITA)                   | 136e                             |
| 59                               | Guido Trenti (ITA)                   | 81e                              |

| Domo-Farm Frites-Latexco DFF | Domo-Farm Frites-Latexco DFF | Domo-Farm Frites-Latexco DFF |
| ---------------------------- | ---------------------------- | ---------------------------- |
| Num                          | Coureur                      | Pos                          |
| 61                           | Richard Virenque (FRA)       | 24e                          |
| 62                           | Dave Bruylandts (BEL)        | 51e                          |
| 63                           | Wilfried Cretskens (BEL)     | 116e                         |
| 64                           | Leif Hoste (BEL)             | AB-11                        |
| 65                           | Steven Kleynen (BEL)         | 67e                          |
| 66                           | Tomáš Konečný (CZE)          | 16e                          |
| 67                           | Glenn Magnusson (SWE)        | AB-16                        |
| 68                           | Robbie McEwen (AUS)          | 139e                         |
| 69                           | Steve De Wolf (BEL)          | NP-10                        |

| Euskaltel-Euskadi EUS | Euskaltel-Euskadi EUS         | Euskaltel-Euskadi EUS |
| --------------------- | ----------------------------- | --------------------- |
| Num                   | Coureur                       | Pos                   |
| 71                    | David Etxebarria (ESP)        | 45e                   |
| 72                    | Bingen Fernández (ESP)        | 50e                   |
| 73                    | Igor Flores (ESP)             | 65e                   |
| 74                    | Gorka Gerrikagoitia (ESP)     | 101e                  |
| 75                    | Roberto Laiseka (ESP)         | 12e                   |
| 76                    | Alberto López de Munain (ESP) | 129e                  |
| 77                    | José Alberto Martínez (ESP)   | 28e                   |
| 78                    | Iban Mayo (ESP)               | 11e                   |
| 79                    | Haimar Zubeldia (ESP)         | 43e                   |

| Festina FES | Festina FES                | Festina FES |
| ----------- | -------------------------- | ----------- |
| Num         | Coureur                    | Pos         |
| 81          | Ángel Casero (ESP)         | 1er         |
| 82          | Félix García Casas (ESP)   | 15e         |
| 83          | Jaime Hernández (ESP)      | 89e         |
| 84          | Rafael Casero (ESP)        | 123e        |
| 85          | Luis Pérez Rodríguez (ESP) | 14e         |
| 86          | David Plaza (ESP)          | 6e          |
| 87          | José Luis Rebollo (ESP)    | 30e         |
| 88          | Sven Teutenberg (GER)      | 134e        |
| 89          | Juan Carlos Vicario (ESP)  | 33e         |

| Jazztel-Costa de Almeria JAZ | Jazztel-Costa de Almeria JAZ      | Jazztel-Costa de Almeria JAZ |
| ---------------------------- | --------------------------------- | ---------------------------- |
| Num                          | Coureur                           | Pos                          |
| 91                           | Eleuterio Anguita (ESP)           | 32e                          |
| 92                           | Ricardo Valdés (ESP)              | AB-9                         |
| 93                           | Pedro Díaz Lobato (ESP)           | 122e                         |
| 94                           | Carlos Ramon Golbano García (ESP) | 79e                          |
| 95                           | Juan Carlos Guillamón (ESP)       | 112e                         |
| 96                           | Aitor Kintana (ESP)               | AB-13                        |
| 97                           | José Antonio Pecharromán (ESP)    | 49e                          |
| 98                           | Serguei Smetanine (RUS)           | 114e                         |
| 99                           | Carlos Torrent (ESP)              | 117e                         |

| Kelme-Costa Blanca KEL | Kelme-Costa Blanca KEL       | Kelme-Costa Blanca KEL |
| ---------------------- | ---------------------------- | ---------------------- |
| Num                    | Coureur                      | Pos                    |
| 101                    | Óscar Sevilla (ESP)          | 2e                     |
| 102                    | Santiago Botero (COL)        | 18e                    |
| 103                    | Francisco Cabello (ESP)      | 75e                    |
| 104                    | Félix Cárdenas (COL)         | 95e                    |
| 105                    | José Javier Gómez (ESP)      | 26e                    |
| 106                    | José Enrique Gutiérrez (ESP) | AB-8                   |
| 107                    | Antonio Tauler (ESP)         | 55e                    |
| 108                    | Ángel Vicioso (ESP)          | 52e                    |
| 109                    | José Ángel Vidal (ESP)       | 115e                   |

| Lampre-Daikin LAM | Lampre-Daikin LAM        | Lampre-Daikin LAM |
| ----------------- | ------------------------ | ----------------- |
| Num               | Coureur                  | Pos               |
| 111               | Gilberto Simoni (ITA)    | 36e               |
| 112               | Marco Pinotti (ITA)      | 126e              |
| 113               | Simone Bertoletti (ITA)  | 132e              |
| 114               | Oscar Camenzind (SUI)    | AB-13             |
| 115               | Massimo Codol (ITA)      | 53e               |
| 116               | Juan Manuel Gárate (ESP) | 37e               |
| 117               | Robert Hunter (RSA)      | 118e              |
| 118               | Luciano Pagliarini (BRA) | AB-11             |
| 119               | Mariano Piccoli (ITA)    | 102e              |

| Mapei-Quick Step MAP | Mapei-Quick Step MAP | Mapei-Quick Step MAP |
| -------------------- | -------------------- | -------------------- |
| Num                  | Coureur              | Pos                  |
| 121                  | Óscar Freire (ESP)   | AB-15                |
| 122                  | Elio Aggiano (ITA)   | AB-11                |
| 123                  | Manuel Beltrán (ESP) | 19e                  |
| 124                  | David Cañada (ESP)   | AB-21                |
| 125                  | Dario Cioni (ITA)    | 35e                  |
| 126                  | Pedro Horrillo (ESP) | 76e                  |
| 127                  | Eddy Ratti (ITA)     | 110e                 |
| 128                  | Andrea Noè (ITA)     | NP-9                 |
| 129                  | Luca Paolini (ITA)   | 106e                 |

| Mercatone Uno-Stream TV ___ | Mercatone Uno-Stream TV ___ | Mercatone Uno-Stream TV ___ |
| --------------------------- | --------------------------- | --------------------------- |
| Num                         | Coureur                     | Pos                         |
| 131                         | Marco Pantani (ITA)         | AB-11                       |
| 132                         | Michael Andersson (SWE)     | AB-14                       |
| 133                         | Igor Astarloa (ESP)         | AB-10                       |
| 134                         | Ermanno Brignoli (ITA)      | AB-11                       |
| 135                         | Daniel Clavero (ESP)        | 46e                         |
| 136                         | Fabiano Fontanelli (ITA)    | AB-11                       |
| 137                         | Gianmario Ortenzi (ITA)     | 125e                        |
| 138                         | Daniele De Paoli (ITA)      | AB-18                       |
| 139                         | Cristian Moreni (ITA)       | 68e                         |

| Milaneza-MSS MIL | Milaneza-MSS MIL                    | Milaneza-MSS MIL |
| ---------------- | ----------------------------------- | ---------------- |
| Num              | Coureur                             | Pos              |
| 141              | Melchor Mauri (ESP)                 | 120e             |
| 142              | Ángel Edo (ESP)                     | 77e              |
| 143              | Carlos Carneiro (POR)               | 130e             |
| 144              | Victoriano Fernández Martínez (ESP) | 47e              |
| 145              | Fabian Jeker (SUI)                  | 71e              |
| 146              | Rui Lavarinhas (POR)                | 27e              |
| 147              | Claus Michael Møller (DEN)          | 8e               |
| 148              | João Pedro Silva (POR)              | 38e              |
| 149              | Renato Silva (POR)                  | AB-11            |

| ONCE-Eroski ONC | ONCE-Eroski ONC                 | ONCE-Eroski ONC |
| --------------- | ------------------------------- | --------------- |
| Num             | Coureur                         | Pos             |
| 151             | Abraham Olano (ESP)             | 64e             |
| 152             | Joseba Beloki (ESP)             | NP-14           |
| 153             | Rafael Díaz Justo (ESP)         | 54e             |
| 154             | Santos González (ESP)           | 66e             |
| 155             | Igor González de Galdeano (ESP) | AB-15           |
| 156             | Jörg Jaksche (GER)              | 73e             |
| 157             | Carlos Sastre (ESP)             | AB-19           |
| 158             | Marcos Serrano (ESP)            | NP-2            |
| 159             | Mikel Zarrabeitia (ESP)         | 25e             |

| Ceramica Panaria-Fiordo PAN | Ceramica Panaria-Fiordo PAN      | Ceramica Panaria-Fiordo PAN |
| --------------------------- | -------------------------------- | --------------------------- |
| Num                         | Coureur                          | Pos                         |
| 161                         | Giuliano Figueras (ITA)          | 29e                         |
| 162                         | Julio Alberto Pérez Cuapio (MEX) | 80e                         |
| 163                         | Enrico Degano (ITA)              | AB-7                        |
| 164                         | Vladimir Duma (UKR)              | 105e                        |
| 165                         | Antonio Varriale (ITA)           | AB-11                       |
| 166                         | Sergiy Matveyev (UKR)            | AB-9                        |
| 167                         | Nathan O'Neill (AUS)             | 104e                        |
| 168                         | Filippo Perfetto (ITA)           | AB-9                        |
| 169                         | Yauheni Seniushkin (BLR)         | AB-20                       |

| Rabobank RAB | Rabobank RAB            | Rabobank RAB |
| ------------ | ----------------------- | ------------ |
| Num          | Coureur                 | Pos          |
| 171          | Beat Zberg (SUI)        | 31e          |
| 172          | Markus Zberg (SUI)      | AB-3         |
| 173          | Jan Boven (NED)         | 98e          |
| 174          | Addy Engels (NED)       | 84e          |
| 175          | Karsten Kroon (NED)     | 107e         |
| 176          | Marc Lotz (NED)         | 100e         |
| 177          | Matthé Pronk (NED)      | 56e          |
| 178          | Thorwald Veneberg (NED) | 78e          |
| 179          | Geert Verheyen (BEL)    | 40e          |

| Colchon Relax - Fuenlabrada ___ | Colchon Relax - Fuenlabrada ___ | Colchon Relax - Fuenlabrada ___ |
| ------------------------------- | ------------------------------- | ------------------------------- |
| Num                             | Coureur                         | Pos                             |
| 181                             | Nacor Burgos (ESP)              | AB-11                           |
| 182                             | Jorge Capitán (ESP)             | 99e                             |
| 183                             | David Fernández Domingo (ESP)   | 124e                            |
| 184                             | Juan Antonio Flecha (ESP)       | 72e                             |
| 185                             | César García (ESP)              | 87e                             |
| 186                             | Martín Garrido (ARG)            | AB-15                           |
| 187                             | Óscar Laguna (ESP)              | 42e                             |
| 188                             | Germán Nieto (ESP)              | 138e                            |
| 189                             | José Manuel Vázquez (ESP)       | 69e                             |

| Saeco SAE | Saeco SAE                | Saeco SAE |
| --------- | ------------------------ | --------- |
| Num       | Coureur                  | Pos       |
| 191       | Paolo Savoldelli (ITA)   | AB-11     |
| 192       | Salvatore Commesso (ITA) | 135e      |
| 193       | Biagio Conte (ITA)       | AB-11     |
| 194       | Alessio Galletti (ITA)   | AB-11     |
| 195       | Jörg Ludewig (GER)       | 85e       |
| 196       | Torsten Nitsche (GER)    | 137e      |
| 197       | Pavel Padrnos (CZE)      | AB-8      |
| 198       | Dario Pieri (ITA)        | AB-10     |
| 199       | Igor Pugaci (MDA)        | 70e       |

| Deutsche Telekom TEL | Deutsche Telekom TEL      | Deutsche Telekom TEL |
| -------------------- | ------------------------- | -------------------- |
| Num                  | Coureur                   | Pos                  |
| 201                  | Erik Zabel (GER)          | 86e                  |
| 202                  | Rolf Aldag (GER)          | 59e                  |
| 203                  | Alberto Elli (ITA)        | 39e                  |
| 204                  | Danilo Hondo (GER)        | 93e                  |
| 205                  | Kai Hundertmarck (GER)    | 94e                  |
| 206                  | Andreas Klier (GER)       | 119e                 |
| 207                  | Jan Schaffrath (GER)      | 113e                 |
| 208                  | Stephan Schreck (GER)     | 92e                  |
| 209                  | Roberto Sgambelluri (ITA) | 63e                  |